# 広島県立教育センター
広島県立教育センター（ひろしまけんりつきょういくセンター、英称：Hiroshima Prefectural Education Center）は、広島県が設置する教育に関する研究及び教育関係職員の研修を行う機関である。

## 概要
広島県立教育センターは広島県における教育の振興充実を図るため1972年前身の広島県教育研究所を廃止して設置される。

## 所在地
- 広島県立教育センター - 広島県東広島市八本松南1-2-1

## 事業
事業内容は下記の通りである。
1. 教育に関する専門的、技術的事項の調査研究を行うこと
2. 教育関係職員の研修を行うこと
3. 広島県立学校及び広島県内市町立学校に係る教育指導を行うこと
4. 高等学校生徒の実習を行うこと
5. 教育に関する資料を収集し、作成し、及び教育関係職員の利用に供すること
6. 教育に関する相談に応ずること
7. その他教育の振興充実に関し必要な事業を行うこと

## 沿革
- 1950年（昭和25年）8月 広島県教育研究所設置
- 1958年（昭和33年）10月 広島県教育研究所設置条例施行
- 1966年（昭和41年）7月 広島県立商業教育センター設置条例施行
- 1972年（昭和47年）11月 広島県教育研究所を廃止し、広島県立教育センターを設置。
- 1978年（昭和53年）1月 広島県立商業教育センターを廃止・統合
- 1987年（昭和62年）4月 広島県理科教育センター廃止

## 組織
- 総務部
- 企画部
- 教科教育部
- 特別支援教育・教育相談部
- 教育情報部